# 施利奧·蘇沙
施利奧·安德烈·蘇沙，（英語：Cílio André Souza，1976年4月14日—），巴西职业足球运动员。
施利奧此前效力過巴甲球會阿美利加MG。此後他在葡萄牙效力比拉馬及里奧艾維。施利奧在2006-2010年一直效力于中国球队南京有有。
南京有有降级后，中国足协明文规定乙级俱乐部不能引入外援，于是在经纪人的推荐下，谢里奥来到了上海东亚试训。
2011年3月,谢里奥成功加盟上海东亚。